# Adenoncos borneensis
Adenoncos borneensis är en orkidéart som beskrevs av Rudolf Schlechter. Adenoncos borneensis ingår i släktet Adenoncos och familjen orkidéer. Inga underarter finns listade i Catalogue of Life.